# El medalló
El medalló (xinès: 飞龙再生) és una comèdia d'acció del 2003 co-escrita i dirigida pel cineasta de Hong Kong Gordon Chan i protagonitzada per Jackie Chan, Lee Evans, i Claire Forlani. Ha estat molts menys exitosa que altres pel·lícules americanes de Jackie Chan com: la sèrie de pel·lícules d'Hora punta, Shanghai Noon o la seva seqüela Shanghai Knights. Aquesta pel·lícula ha estat doblada al català.

## Argument
A Hong Kong, l'inspector Eddie Yang coneix Jai, un misteriós nen empaitat pel temible Snakehead. El que aquest cobeja és l'estrany medalló que té el poder de tornar immortal i què posseeix el nen. L'infame Snakehead aconsegueix raptar el jove i el porta al seu castell a Irlanda. Eddie es llança llavors a seguir Jai i el seu raptor. El detectiu de Hong Kong Eddie Yang, la molt bonica agent de l'Interpol Nicole i el malastruc Watson conjuguen els seus esforços per tal de salvar el noi de les urpes del vilà Snakehead. Però quan perd la vida en un combat, Eddie és revifat gràcies al medalló i s'amara dels seus poders. Gaudint d'una nova força sobrehumana, Eddie intentarà desbaratar els plans de domini sobre el món de Snakehead.

## Repartiment
- Jackie Chan: Eddie Yang
- Claire Forlani: Nicole James
- Lee Evans: Arthur Watson
- Julian Sands: Snakehead
- John Rhys-Davies: Hammerstock-Smythe
- Anthony Wong Chau-sang: Lester
- Christy Chung: Charlotte Watson
- Johann Myers: Giscard